# Premio Lumière per il miglior film straniero
Il Premio Lumière per il miglior film straniero (Prix Lumière du meilleur film étranger) è un premio cinematografico assegnato dall'Académie des Lumière ad un film non francese uscito nelle sale cinematografiche in Francia. È stato assegnato dalla prima edizione del 1996 fino a quella del 2002. In seguito è stato sostituito dal premio per il miglior film francofono.

## Albo d'oro
- 1996: Underground (Underground), regia di Emir Kusturica
- 1997: Il postino, regia di Michael Radford
- 1998: Grazie, signora Thatcher (Brassed Off), regia di Mark Herman
- 1999: La vita è bella, regia di Roberto Benigni
- 2000: Tutto su mia madre (Todo sobre mi madre), regia di Pedro Almodóvar
- 2001: American Beauty, regia di Sam Mendes
- 2002: Billy Elliot, regia di Stephen Daldry